# Подразделения сельской безопасности
Подразделения сельской безопасности (греч. Μονάδες Ασφαλείας Υπαίθρου) — греческие антикоммунистические военизированные формирования периода гражданской войны 1946—1949. Воевали на стороне королевского правительства против коммунистической ДАГ. Выполняли вспомогательные функции при регулярной армии и жандармерии, контролировали политическую лояльность сельского населения. Комплектовались на добровольческой основе из крестьянства и сельских люмпенов, но подчинялись армейскому командованию. Сыграли заметную роль в победе правых сил.

## Контекст войны
Вооружённое противостояние греческих военно-политических структур началось с 1943. Столкновения происходили не только между прогерманскими коллаборационистами и силами Сопротивления. В жёсткой борьбе сошлись ЭАМ/ЭЛАС, где доминировала Коммунистическая партия Греции (КПГ), и правые националисты, среди которых были как монархисты, так и республиканская ЭДЕС. Рубеж обозначили кровопролитные бои в Афинах на рубеже 1944/1945.
Осенью 1946 в Греции началась полномасштабная гражданская война между националистическим королевским режимом и КПГ. Во главе государства в этот период стояли монархи Георг II и Павел I, правительство возглавляли Константинос Цалдарис, Димитриос Максимос, Темистоклис Софулис. Генеральным секретарём КПГ являлся Никос Захариадис, главой коммунистического правительства — Маркос Вафиадис. Греческую монархию поддержали Великобритания и США, коммунистов — СССР, ФНРЮ, НРБ, НРА.
После расформирования ЭЛАС коммунисты быстро организовали новые вооружённые силы — Демократическую армию Греции (ДАГ). Королевское правительство опиралось на национальную армию, жандармерию, батальоны национальной гвардии. Кроме того, правительство мобилизовало в свою поддержку правые политические организации и ополченские формирования.

## Создание и руководство
Подразделения сельской безопасности (Μονάδες Ασφαλείας Υπαίθρου, MAY, Μάυδες; также Маидес, МАИ) были созданы постановлением Генерального штаба греческой национальной армии в октябре 1946. Начальником генштаба был тогда генерал-лейтенант Панайотис Спилиотопулос (впоследствии до конца гражданской войны эту должность занимали генерал-лейтенанты Константинос Вентирис и Димитриос Яцис). Решение было согласовано с командованием жандармерии, которую возглавлял генерал-лейтенант Георгиос Самуил.
Эти формирования комплектовались из добровольцев, однако высшее командование осуществлялось генштабом. По гражданской линии их курировало министерство общественного порядка, во главе которого в 1947 стоял генерал-лейтенант Наполеон Зервас, основатель ЭДЕС, убеждённый республиканец и антикоммунист. Политическим инициатором и руководителем выступил премьер-министр Константинос Цалдарис.
Наряду с МАИ учреждались Подразделения выборочного преследования (Μονάδες Αποσπασμάτων Διώξεως, ΜΑΔ; МАД). Функции и кадры МАИ и МАД несколько различались. В МАД состояли в основном профессиональные военные и жандармы. Перед ними ставилась активные наступательные задачи. Действия МАД с оперативной стороны считались более эффективными. Военно-иерархическое построение МАД с соответствующей дисциплиной было не характерны для МАИ. Однако обе структуры действовали в организационной связке под единым политическим руководством и военным командованием.

## Участие в войне

### Состав
Основными регионами действий МАИ являлись Фтиотида и Эпир. Костяк формирований составляли гражданские сельские жители. Это были консервативно, националистически и антикоммунистически настроенные крестьяне, в большинстве сторонники монархии, но нередко республиканцы, бывшие активисты ЭДЕС. Политически они ориентировались на монархическую Народную партию Цалдариса или правоцентристскую Национальную партию Зерваса. Наблюдались случаи вступления в отряды священников ЭПЦ. Общая численность МАИ и МАД превышала 40 тысяч человек.
Заметна была роль криминалитета, особенно скотоконокрадов. Такого рода деятели нередко командовали отрядами. В этом отношении типичен Костас Вурлакис, командир крупнейшего подразделения МАИ во Фтиотиде. До войны Вурлакис был пастухом, затем скотокрадом и криминальным авторитетом. Во время нацистской оккупации один из его братьев состоял в ЭЛАС при коммунисте Арисе Велухиотисе, однако был расстрелян за связь с коллаборационистами. После этого Вурлакис стал непримиримым врагом КПГ. Вместе с другим братом он вступил в ЭДЕС (брат погиб в бою с ЭЛАС), затем присоединился к Народной партии и возглавил группировку МАИ, объявив коммунистам войну под знаменем национального патриотизма. Действия отряда Вурлакиса в значительной степени мотивировались фактически кровной местью и отличались особой жестокостью.
В окрестностях Ламии подразделениями МАИ командовал Эфтимиос Цамадиас — этнический каракачан, скотовладелец и селекционер-животновод. Во время оккупации он вступил в конфликт с ЭАМ из-за претензий коммунистов на контроль над пастбищами близ горы Эта. В 1945 попал в тюрьму, но сумел бежать. Из своих родственников и местных уголовников-скотокрадов сформировал отряд МАИ и повёл антикоммунистическую зачистку деревень. Свои действия Цамадиас обосновывал борьбой против насилия и террора КПГ.

### Действия
Военная активность МАИ заключалась в патрулировании сельской местности и защите деревень от нападений ДАГ. Власти ставили задачу обеспечить безопасность населения и сельскохозяйственных работ, соблюдение комендантского часа, переселение жителей из районов военных действий. МАИ действовали в тесной координации с регулярной королевской армией, жандармерией и батальонами национальной гвардии.
Функции МАИ в целом были вспомогательными. Большой боевой значимости они не имели. Однако в спорадических столкновениях и зачистках бойцы МАИ наносили ущерб коммунистическим партизанам. В боестолкновениях с ними погибли видные командиры ДАГ Митеос Кирлас и Георгиос Коделас. Члены МАИ контролировали порядок в деревнях, выявляли и нейтрализовывали активистов КПГ и боевиков ДАГ. Такие действия часто совершались с большой жестокостью. Создавались сети информаторов для правительственных войск, велась военная и политическая разведка. Эти функции зеркально отражали Народную милицию КПГ.
МАИ участвовали в нескольких крупных сражениях гражданской войны — при Нигрите (июль 1947), при Конице (декабрь 1947 — январь 1948), при Лехене (июнь 1948), при Димицане (август 1948). Битвы при Конице и Димицане, окончившиеся победой правительственной стороны, имели важное стратегическое значение. Ещё более существенным было политическое значение МАИ как опорной сети режима в сельской местности. Церемониальную встречу с бойцами МАИ провела в 1947 королева Фредерика.

## Критика и оценки
Специфика кадров и действий МАИ создавала для властей политические проблемы. Даже представители правых сил — депутаты парламента, священники, некоторые чиновники — возмущались убийствами, насилиями, грабежами и вымогательствами. С осуждением крайне правого терроризма выступил Темистоклис Софулис. Командиров и бойцов МАИ характеризовали как «безответственных людей», «бандитов», «анархистов», «партийных фанатиков» (персонально Вурлакиса — как «неуравновешенного преступного типа»). Приводились многочисленные примеры «самовольных набегов и поборов с деревень». При этом особо отмечалось, что жертвами МАИ становятся не только коммунисты и партизаны ДАГ, но и «заблудшие сельские жители», а то и «законопослушные граждане», «националисты». Указывалось, что такие действия «толкают к мятежникам даже тех людей, которые отвергают коммунистическую идеологию».
Представители властей обычно игнорировали такие заявления. Расходные сметы периферийных администраций содержали особые статьи «поддержки патриотичных граждан». Однако постепенное сворачивание деятельности МАИ началось уже с 1947. Подразделения сельской безопасности постепенно вытеснялись лучше обученными, вооружёнными и дисциплинированными батальонами нацгвардии. После гражданской войны деятельность МАИ (как и МАД) была прекращена. Многие активисты примкнули к крайне правым политическим организациям.
Память о противостоянии МАИ с ДАГ способствовала многолетней конфронтации в греческом обществе. В современной Греции преобладает резко отрицательное отношение к МАИ. Левые считают их «фашистскими преступниками». Иногда МАИ смешиваются с коллаборационистскими батальонами безопасности, что исторически неверно. Правые признают чрезмерную жестокость и криминальные черты МАИ (иногда ассоциируя с клефтами). Позитивно относятся к МАИ, вплоть до героизации и возведения в образец, только греческие ультраправые, типа запрещённой за политическое насилие Золотой зари.